# PB.DB The Mixtape
PB.DB The Mixtape é uma mixtape do artista musical colombiano Maluma. Foi lançado em 13 de janeiro de 2015, pela Sony Music Colômbia. A mixtape foi apoiada por quatro singles: "La Temperatura", "La Curiosidad", "Carnaval" e "Viciado".

## Faixas
| N.º            | Título                                         | Duração |  |
| 1.             | "La Temperatura (featuring Eli Palacios)"      | 3:44    |  |
| 2.             | "La Curiosidad"                                | 3:39    |  |
| 3.             | "Addicted"                                     | 3:34    |  |
| 4.             | "Carnaval"                                     | 3:32    |  |
| 5.             | "Me Gustas Tanto"                              | 3:49    |  |
| 6.             | "Climax"                                       | 3:32    |  |
| 7.             | "La Invitación (Pipe Bueno featuring Maluma)"  | 3:39    |  |
| 8.             | "El Punto (featuring Luigi 21)"                | 3:37    |  |
| 9.             | "Duele Tanto (Felipe Peláez featuring Maluma)" | 3:44    |  |
| Duração total: | Duração total:                                 | 30:50   |  |

## Vendas e certificações
| Região                                                                                             | Certificação | Vendas   |
| -------------------------------------------------------------------------------------------------- | ------------ | -------- |
| Colômbia (ASINCOL)                                                                                 | Diamante     | 100,000x |
| *números de vendas baseados somente na certificação ^distribuições baseadas apenas na certificação |              |          |